# Courmelles
Courmelles är en kommun i departementet Aisne i regionen Hauts-de-France i norra Frankrike. Kommunen ligger  i kantonen Soissons-Sud som ligger i arrondissementet Soissons. År 2022 hade Courmelles 1 831 invånare.

## Befolkningsutveckling
Antalet invånare i kommunen Courmelles
Referens: INSEE